# Romário de Souza Faria Filho
Romário de Souza Faria Filho (Barcelona, 20 de septiembre de 1993) es un futbolista brasileño que se desempeña como delantero y su actual equipo es Destroyer's de la Asociación Cruceña de Fútbol.
Jugó para clubes como el Brasiliense, Vasco da Gama, Zweigen Kanazawa, Macaé, Tupi y Figueirense.

## Trayectoria

### Clubes
| Club             | País   | Año         |
| ---------------- | ------ | ----------- |
| Brasiliense      | Brasil | 2013 - 2014 |
| Vasco da Gama    | Brasil | 2015        |
| Zweigen Kanazawa | Japón  | 2016        |
| Macaé            | Brasil | 2017        |
| Tupi             | Brasil | 2017        |
| Figueirense      | Brasil | 2018        |

## Vida privada
Romario de Souza nació en Barcelona, España. Es hijo del exfutbolista brasileño Romário y Mônica Santoro.